# Wolf Albach-Retty
Wolf Albach-Retty (28. května 1906 ve Vídni – 21. února 1967 ve Vídni) byl rakouský herec, manžel herečky Magdy Schneiderové, otec herečky Romy Schneiderové a děd herečky Sarah Biasiniové. Pocházel z divadelnické rodiny, oba jeho rodiče byl herci, matka byla herečka Burgtheatru Rosa Albach-Rettyová, jeho otec Rudolf Retty byl i režisér. Zemřel v roce 1967, když během divadelního představení dostal infarkt.

## Filmografie
- 1927 Das grobe Hemd
- 1927 Der geheimnisvolle Spiegel
- 1928 Ein Wiener Musikantenmädel
- 1928 Liebe im Mai
- 1929 Der Dieb im Schlafcoupée
- 1930 Der Onkel aus Sumatra
- 1930 General Babka
- 1931 Wiener Zauberklänge
- 1931 Zwei Herzen und ein Schlag
- 1932 Mädchen zum Heiraten
- 1932 Der schwarze Husar
- 1932 Das schöne Abenteuer
- 1932 …und es leuchtet die Puszta
- 1933 Kind, ich freu' mich auf dein Kommen
- 1933 Liebe muss verstanden sein
- 1934 G'schichten aus dem Wienerwald
- 1934 Einmal eine große Dame sein
- 1934 Frühjahrsparade
- 1934 Die Katz' im Sack
- 1935 Der Vogelhändler
- 1935 Winternachtstraum
- 1935 Grossreinemachen
- 1935 Sylvia und ihr Chauffeur
- 1936 Rendezvous in Wien
- 1936 Die Puppenfee
- 1936 Geheimnis eines alten Hauses
- 1937 Liebling der Matrosen
- 1937 Die glücklichste Ehe der Welt
- 1937 Millionäre/Ich möcht' so gern mit Dir allein sein
- 1938 Frühlingsluft
- 1938 Der Hampelmann
- 1939 Hotel Sacher
- 1939 Liebe streng verboten
- 1939 Heimatland
- 1939 Mutterliebe
- 1939 Das Glück wohnt nebenan
- 1940 Falstaff in Wien
- 1940 Sieben Jahre Pech
- 1940 Wie konntest Du, Veronika
- 1941 So gefällst Du mir
- 1941 Tanz mit dem Kaiser
- 1942 Maske in Blau
- 1942 Sieben Jahre Glück
- 1942 Alles aus Liebe
- 1942 Die heimliche Gräfin
- 1942 Zwei glückliche Menschen
- 1942 Abenteuer im Grandhotel
- 1943 Der weiße Traum
- 1943 Reisebekanntschaft
- 1943 Romantische Brautfahrt
- 1943 Hundstage